# Kraftwerk (Band)
Kraftwerk ist eine deutsche Band aus Düsseldorf, die 1970 von Ralf Hütter und Florian Schneider gegründet wurde. Das Ensemble gilt als wesentlicher Mitbegründer der Düsseldorfer Schule in der elektronischen Musik und wird auch als Multimedia-Projekt bezeichnet.
Die Formation wurde durch ihre Pionierarbeit auf dem Gebiet des Elektropop (und Krautrock) bekannt. Musikstücke der Vorreiter beeinflussten zahlreiche Musikstile wie beispielsweise Synthiepop, Electro, Detroit Techno, House, Disco und übten Einfluss auf die Anfänge des Hip-Hop aus. 
Die New York Times bezeichnete Kraftwerk 1997 als die „Beatles der elektronischen Tanzmusik“. Einige bewerten sie auch international als die einflussreichste Musikgruppe aller Zeiten.
Neben vielen anderen Preisen erhielt die deutsche Musikgruppe 3 Grammy-Auszeichnungen.
Kraftwerk wurde 2021 in die Rock and Roll Hall of Fame aufgenommen.

## Geschichte

### Die Frühzeit
1968 gründeten Ralf Hütter und Florian Schneider die Gruppe Organisation (kurz für Organisation zur Verwirklichung gemeinsamer Musikkonzepte), den Vorläufer von Kraftwerk, die nur ein Album, Tone Float, hervorbrachte. Anfang 1970 richteten sie ihr Kling-Klang-Studio ein und starteten das Musikprojekt Kraftwerk. Das Album Kraftwerk wurde im Juli und August mit den Studioschlagzeugern Klaus Dinger und Andreas Hohmann aufgenommen und durch das Philips-Label veröffentlicht. Das Album stieg bis auf Platz 30 der deutschen LP-Charts. Der Titel Ruckzuck wurde als Titelmusik für die Sendung Kennzeichen D ausgewählt. Am 15. November 1970 haben sie in Soest das Konzert im sogenannten „Karussell für die Jugend“ auf dem Domplatz während der Allerheiligenkirmes gespielt. Von diesem Auftritt ist ein Mitschnitt erhalten. Ralf Hütter verließ Ende desselben Jahres für einige Monate Kraftwerk, um sein Architekturstudium zu beenden. Am 26. Dezember gab Kraftwerk ein Konzert in der Besetzung Florian Schneider, Eberhard Kranemann (Bass, Cello), Charly Weiss (Schlagzeug).
Durch den Einstieg des Gitarristen Michael Rother und Klaus Dinger als Ersatz für Charly Weiss bestand Kraftwerk Anfang 1971 für ein paar Monate aus Schneider, Hohmann, Kranemann, Rother und Dinger. Im Studio von Conny Plank wurde eine Session aufgenommen, die aber nie veröffentlicht wurde. Als Trio (Schneider, Dinger, Rother) hatte Kraftwerk in der Sendung Beat-Club mit dem Song Rückstoß Gondoliere einen Live-Auftritt im deutschen Fernsehen. Ende 1971 nahmen Ralf Hütter und Florian Schneider Kraftwerk 2 zwischen dem 26. September und dem 1. Oktober in ihrem eigenen Studio auf. Kraftwerk tourte fast ununterbrochen von 1971 bis 1972 in der Besetzung Plato Rivera, Florian Schneider, Ralf Hütter und Emil Schult.
Das zweite Album Kraftwerk 2 erschien im Januar 1972 bei Philips. Kraftwerk wurde durch das Magazin Sounds zur beliebtesten Band des Jahres gewählt. Florian Schneider belegte den zweiten Platz in der Rubrik Musiker des Jahres und der Titel Ruckzuck wurde Song des Jahres.
Das dritte Album Ralf und Florian entstand im Juli 1973 und wurde im Oktober auf dem Philips-Label veröffentlicht. Der Verlag Kling-Klang wurde von Ralf Hütter und Florian Schneider gegründet. Wolfgang Flür wurde als Schlagzeuger für den Fernsehauftritt in aspekte im ZDF verpflichtet.

### Wende zum Elektropop
Die ersten drei Kraftwerk-Alben von Hütter und Schneider waren noch teilweise akustisch und experimentell ausgerichtet, bis sich Kraftwerk 1973 entschloss, den Kraftwerk-Sound ausschließlich elektronisch zu gestalten und melodische Pop-Elemente zu integrieren. Das Ergebnis war das Album Autobahn, das nach Meinung vieler Experten einen Wendepunkt bedeutete und als erstes Album des Elektropop gilt. Die Songs bestehen zunehmend aus reduzierten Melodiefragmenten, die sich mit Phasen von Soundeffekten abwechseln, ein Merkmal, das bis heute im Wesentlichen die Musik von Kraftwerk bestimmt. Zudem integrierten Hütter und Schneider erstmals gesungene Melodien, die sich durch eine von allen Emotionen befreite, „kalte“ Singweise (Sprechgesang) auszeichnen. Autobahn war das letzte Kraftwerk-Album, das bei Philips erschien. Für Autobahn erhielt Kraftwerk erstmals weltweit Goldene Schallplatten und die Single-Auskopplung des Titelstückes erklomm in den USA die Billboard-Charts. Beflügelt durch den großen Erfolg gründete Kraftwerk 1974 ihr durch das Musiklabel EMI unterstütztes eigenes Kling-Klang-Label.
Im Februar 1975 verließ Klaus Röder die Band. Er wurde durch den Schlagzeuger und Studiomusiker Karl Bartos ersetzt. Im Sommer 1975 wurde das Album Radio-Aktivität aufgenommen, das im November 1975 erschien. Erneut hatte Kraftwerk mit der Auskopplung des Titelsongs Erfolg: Radio-Aktivität stand im Frühsommer 1976 wochenlang auf Position 1 der französischen Charts. Hütter und Schneider besuchten daraufhin mit dem Trans-Europ-Express mehrmals Frankreich, wo der begeisterte Radrennfahrer Ralf Hütter die Einladung annahm, als Beobachter die Tour de France zu begleiten.

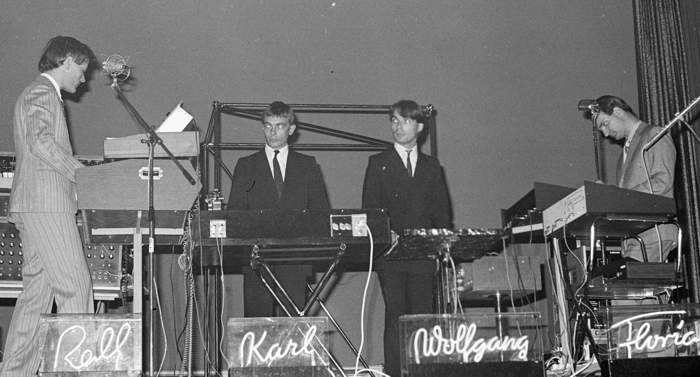
Kraftwerk im Jahr 1976: Ralf Hütter, Karl Bartos, Wolfgang Flür und Florian Schneider.

Ende 1976 nahm Kraftwerk das sechste Album Trans Europa Express auf, das im ersten Quartal des Jahres 1977 veröffentlicht wurde. Schon kurz nach der Veröffentlichung übte Trans Europe Express Einfluss auf frühe Hip-Hop-DJs, speziell auf Afrika Bambaataa, aus.
Nach fünf Jahren Fernsehabstinenz kehrte Kraftwerk am 29. März 1978 im ZDF auf den Bildschirm zurück. Als lebende Roboter (mit grauen Hosen, roten Hemden, schwarzen Krawatten mit sequenzierenden roten LEDs) präsentierten sie der Öffentlichkeit die neue Single (Wir sind …) Die Roboter. Im April 1978 erschien das nächste Kraftwerk-Album Die Mensch-Maschine mit dem Hit Das Model. Erneut setzte dieses Album Maßstäbe für die Musikindustrie und die folgenden Musikstile.

### Die 1980er-Jahre
Als Gruppen wie Depeche Mode oder Ultravox, die sich am Sound von Die Mensch-Maschine orientierten, erfolgreich wurden, hatte sich Kraftwerk bereits weiterentwickelt. Das achte Album Computerwelt erschien 1981. Computerwelt gilt deshalb als wichtiger Vorläufer der Musikrichtungen Electro und Techno. 1981 ging Kraftwerk auf eine große Welttournee und konnte vor allem in Japan große Erfolge feiern. Eigens für die Tour ließ sich Kraftwerk vier den Gruppenmusikern identisch nachgebildete Roboter bauen, die bei diversen Promotion-Auftritten die echten Musiker ersetzten.
Im Juni 1983 erschien die Single Tour de France. Die Veröffentlichung des 1983 nahezu fertig produzierten Albums Techno Pop wurde verworfen. Die darauf enthaltenen Tracks erschienen, stark verändert und erstmals in digitaler Produktionstechnik, im November 1986 unter dem Titel Electric Café. Das Video zum ausgekoppelten Titel Musique Non Stop wurde im Institute of Technology in New York produziert und beim Musiksender MTV in stündlicher Wiederholung gezeigt. Als zweite Auskopplung wählte man das von Karl Bartos gesungene Der Telefonanruf.
Nach der Veröffentlichung von Electric Café verließ Wolfgang Flür, der als Schlagzeuger aufgrund der zunehmenden Nutzung von Sequenzern immer weniger zum Einsatz auf der Bühne und im Studio kam, die Band. Sein Nachfolger wurde 1987 Fritz Hilpert.

### Die 1990er-Jahre
Das gesamte Klangmaterial im Archiv des Kling-Klang-Studios wurde auf digitale Technik umgestellt, was sich auch auf die Bühnenshow auswirkte. Im Juni 1991 erschien der Remix von Die Roboter als Single (Top 10 der Charts in Deutschland, Frankreich, USA und Japan). Karl Bartos indessen verließ die Band vor Veröffentlichung des zehnten Albums The Mix. Es enthält neu digital produzierte und gemischte Klassiker.
Im Juli begann Kraftwerk eine ausgedehnte Europatour mit den neuen speziell entwickelten beweglichen Robotern, die auch bei Fernseh- und Fototerminen und bei Videos präsentiert wurden. 1992/93 steuerte Kraftwerk eine Titelmusik zur MTV-Sendung Music Non Stop bei, wobei es sich nicht um eine Variation des gleichnamigen Titels aus der TechnoPop-Ära zwischen 1983 und 1986, sondern um eine völlig neue Komposition handelte.
Auch gab es weitere Konzertserien und einen Auftritt im Rahmen einer großen Greenpeace-Aktion im Jahre 1992 sowie 1993 Konzerte bei der Ars Electronica in Linz (A) und der KlangArt-Biennale in Osnabrück. Parallel spielte in Linz das Balanescu-Quartett seine Interpretationen der Kraftwerk-Klassiker. Es folgten 1997 Konzerte auf dem Electro-Festival Tribal Gathering 1997 und zur Eröffnung des Zentrums für Kunst und Medientechnologie in Karlsruhe.
Florian Schneider wurde am 5. Februar 1998 als Professor für Medienkunst und Performance an die Karlsruher Hochschule für Gestaltung (HfG) berufen. 1998 folgte eine weitere Welttournee durch Japan, USA, Europa und erstmals Südamerika mit Auftritten auf dem Sonar-Festival in Barcelona und dem Roskilde-Festival in Dänemark.

### Die 2000er-Jahre

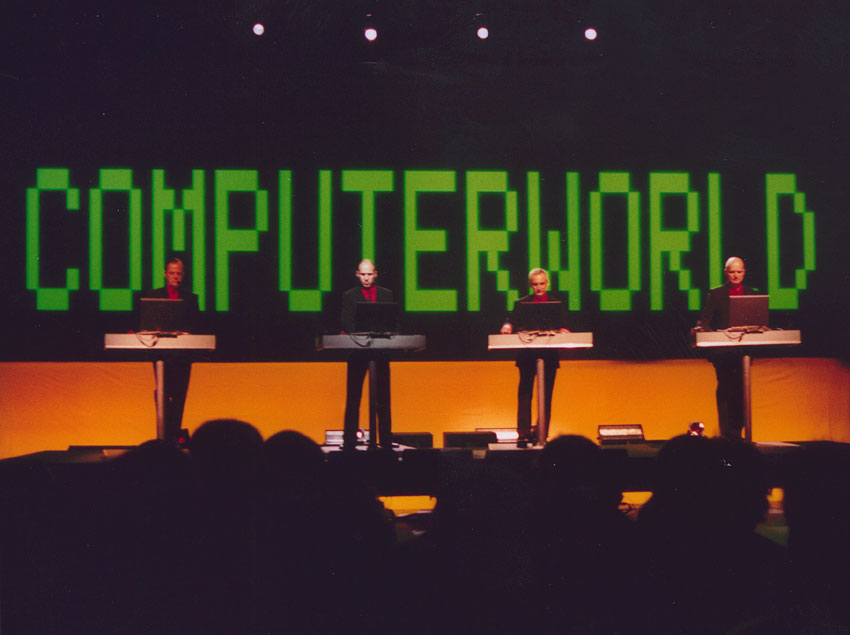
Kraftwerk live in Stockholm, 2004

Veranstaltungsplakat Der Katalog, 2013

Kraftwerk veröffentlichten 1999 den Jingle (und eine dazugehörigen Single inklusive Remix von dem Detroiter Technoprojekt Underground Resistance) für die Expo 2000 in Hannover. 2002 fanden in der Besetzung Hütter, Schneider, Hilpert und Schmitz die ersten Konzerte mit rein virtueller Technik in der Cité de la Musique in Paris statt. Die umfangreiche Hardware der 1990er-Jahre wurde auf vier Laptops mit einigen zusätzlichen MIDI-Controllern reduziert. Gespielt wurde von nun an auf Software-Synthesizern und -Sequencern. Nach dem Auftritt auf dem Electraglide Festival in Tokio und Osaka im Dezember folgte eine Australien-Tour im Frühjahr 2003.
Kraftwerk veröffentlichte nach der Tour de France 2003 das Konzeptalbum Tour de France Soundtracks. Es war das erste der Band, das sofort Platz 1 der deutschen Albumcharts erreichte. Mit Tour de France Soundtracks knüpfte Kraftwerk thematisch an den bereits 1983 erschienenen Song Tour de France an und verliehen so ihrer Leidenschaft für den Radsport Ausdruck.
2004 setzte Kraftwerk die Welttournee fort. Die Tour war nahezu ausverkauft und umfasste insgesamt 105 Konzerte bis Mitte 2005. Am 6. Juni 2005 erschien zeitgleich mit dem letzten Tourabschnitt die Doppel-Live-CD/4-fach-Vinyl-Box mit dem Titel Minimum-Maximum. Für dieses Album wurde Kraftwerk für die Grammy Awards 2005 in der Rubrik Best Electronic Dance Album nominiert. Die Doppel-DVD im DTS-Format mit gleichnamigem Titel, sowie eine mit Notebook betitelte Box mit CD, DVD und 88-seitigem Buch zur Tour, erschien am 2. Dezember 2005. Eine Veröffentlichung als Doppel-SACD ist ebenfalls erfolgt.
2006 ging Kraftwerk in der Besetzung Hütter, Schneider, Schmitz und Hilpert auf eine Sommer-Tour mit Auftritten in Bergen, Oslo, Saalburg (SonneMondSterne), Pardubice (Summer of Love) und Gent (I Love Techno).
Die Kraftwerk-Tour 2008 mit Konzerten in den Vereinigten Staaten, Polen und Irland fand in der Besetzung Hütter, Schmitz, Hilpert und Stefan Pfaffe (als Video-Operator), ohne Florian Schneider, statt. Im November und Dezember wurden weitere Auftritte, unter anderem in Australien und Neuseeland, absolviert. Kurz nach den Konzerten gab Florian Schneider seinen Austritt bekannt. Dies wurde nun offiziell durch einen Sprecher des Musiklabels EMI bestätigt. Für diverse Festival-Auftritte im Jahr 2009 wurden einige Songs aus der Set-Liste entfernt, die anderen Stücke wurden in verkürzten Versionen gespielt. Ebenfalls 2009 wurden alle Alben von Autobahn bis Tour de France unter dem Titel Kling Klang Digital Remaster 2009 wiederveröffentlicht. Dabei wurden die vier in den 1970er-Jahren erschienenen Alben jeweils mit neuen Covergestaltungen versehen, die damals schon für die Veröffentlichungen vorgesehen waren. Weiterhin wurde der Name „Electric Cafe“ in, wie ursprünglich geplant, „Techno Pop“ geändert.

### Die 2010er-Jahre
Von 15. Oktober bis 13. November 2011 stellte der Kunstbau der städtischen Galerie im Lenbachhaus in München unter dem Titel Kraftwerk 3-D eine mehrkanalige 3D-Videoinstallation aus. Zur Eröffnung der Ausstellung gab Kraftwerk drei ausverkaufte Konzerte in München, in denen die Band erstmals die komplette Aufführung vor einer 3D-Videoprojektion spielte. Seitdem ist die Band mit ihrem 3D-Konzept auf Tour.
2012 spielten sie acht Konzerte (zu jedem ihrer Alben jeweils eines) im Museum of Modern Art (MoMa), in New York, die ebenfalls binnen kurzer Zeit ausverkauft waren. 2013 wurde dieses Konzept an einigen anderen Orten aufgeführt. Im Umfeld der Auftritte in Düsseldorf fand dabei erstmals ein wissenschaftlicher Kongress zum Phänomen Kraftwerk, sowie eine Fotoausstellung mit Bildern von ihrem Bandfotografen Peter Boettcher statt. Hier stand auch erstmals Falk Grieffenhagen, der unter anderem mitverantwortlich für die Umsetzung des 3D-Konzeptes gewesen war, an Stelle von Stefan Pfaffe auf der Bühne.
Mitte 2013 gab Sprüth Magers bekannt, dass Kraftwerk im Juli und August in der Galerie in Berlin eine ähnliche 3D-Ausstellung wie im Lenbachhaus präsentieren wird.
Am 26. Januar 2014 wurde ihnen – neben den Beatles und weiteren Künstlern – der Grammy Award für ihr Lebenswerk verliehen. Im Mai 2014 präsentierte die Band im Rahmen der Wiener Festwochen die 3D-Konzertreihe Katalog in acht ausverkauften Konzerten im Burgtheater.
Im Januar 2015 wurde die Reihe der acht Konzerte in der Neuen Nationalgalerie in Berlin aufgeführt.
Am 26. Mai 2017 veröffentlichte Kraftwerk 3-D Der Katalog. Die neuen Aufnahmen der acht offiziellen Alben entstanden von 2012 bis 2016 weltweit bei Konzerten in 13 Städten. 3-D Der Katalog liegt auf vier verschiedenen Medien vor: Langspielplatte (Doppelalbum und Box-Set mit allen acht Alben), CD (8 Disk Box-Set), Blu-ray 3D (2D kompatibel) und DVD. Die komplette Vinylausgabe enthält zusätzlich eine Download Card.
Am 1. Juli 2017 spielten Kraftwerk anlässlich des Grand Départ der Tour de France 2017 ein Open-Air-Konzert vor 15.000 Zuschauern im Ehrenhof in ihrer Heimatstadt Düsseldorf. Am 28. Januar 2018 wurde Kraftwerk für 3-D Der Katalog der Grammy in der Sparte „Bestes Dance-/Electronic-Album“ verliehen.
Am 20. Juli 2018 wurde der deutsche Astronaut Alexander Gerst bei einem Konzert in Stuttgart zugeschaltet. Kraftwerk und Gerst spielten dabei das Lied Spacelab aus dem Jahr 1978 als Duett. Allerdings ist die deutsche Formation nicht die erste Gruppe mit einer Liveschaltung in den Weltraum gewesen, zuvor hatte der kanadische Raumfahrer Chris Hadfield 2013 aus dem All an einem Konzert mit einem Chor auf der Erde vor Livepublikum teilgenommen. Kraftwerk hingegen waren mit ihrem Auftritt das erste Musikensemble, das ein Lied mit einem Astronauten dargeboten hat, der dabei einen Alltagsgegenstand (Tablet) verwendete.

### Die 2020er-Jahre
Vom 27. Mai bis zum 10. Juli 2022 unternahm die Formation eine erfolgreiche Nordamerika-Tour und spielte dabei in 24 Städten.
Seit 2023 haben sie begonnen, ihre Musik auf den Fassaden von Schlössern und anderen historischen Gebäuden in einer besonderen Weise zu visualisieren.
Am 27. Juli 2024 spielte Kraftwerk auf dem Fuji Rock Festival in Naeba zu Ehren des 2023 verstorbenen Musikers Ryūichi Sakamoto, mit dem Hütter eine Freundschaft seit 1981 verband, erstmalig live eine Coverversion eines Songs. Kraftwerk spielte Sakamoto's Stück Merry Christmas, Mr. Lawrence und schloss daran Radioactivity an, zu welchem Sakamoto 2012 den japanischen Songtext schrieb.

## Bedeutung

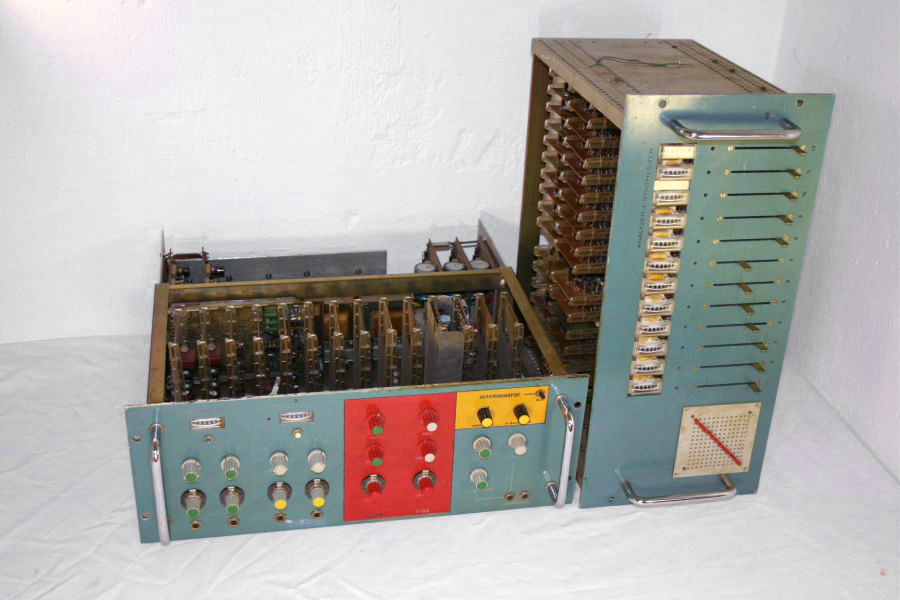
Analoger Vocoder aus den 1970er Jahren, verwendet für die Alben Ralf und Florian und Autobahn.

Die Band inspirierte unzählige Künstler und hatte Einfluss in der US-amerikanischen Electro-Funk-Szene (Afrika Bambaataa). Der Einfluss von Kraftwerk erstreckte sich später auch auf die Detroit-Techno-Szene, die von Kraftwerks minimalistischen Arrangements und ihren tanzbaren Beats vor allem in der Anfangszeit stark geprägt wird. Jeff Mills und Derrick May, zwei der bedeutendsten Pioniere der Detroit-Techno-Szene, berufen sich direkt auf Kraftwerk als Inspirationsquelle für ihr künstlerisches Schaffen.
Auch Jahre später inspirierte Kraftwerk noch andere Musikkünstler. 1994 veröffentlichten slowenische Bands ein Kraftwerk-Tributealbum mit dem Titel „Trans-Slovenia-Express“. Das Projekt wurde 2005 mit „Trans-Slovenia-Express Vol. 2“ fortgesetzt (Beide CDs: Mute Records). So sind charakteristische Sequenzen in Musikstücken wie Jay-Z feat. Foxy Browns – Sunshine (Die Mensch-Maschine) oder Coldplays – Talk (Computerliebe) wiederzufinden. 2000 veröffentlichte Uwe Schmidt alias Señor Coconut das Album El Baile Alemán, welches ausgewählte Stücke Kraftwerks als Latin-Versionen neu interpretiert.
Während der letzten Jahre hat die Düsseldorfer Formation Kraftwerk einen bemerkenswerten Prozess hin zum postmodernen Gesamtkunstwerk vollzogen. Ausgehend von der Ausstellung ausgewählter Videoprojektionen im Münchner Lenbachhaus (2011) bis zu Werkretrospektiven, die seitdem u. a. im MoMA New York, der Londoner Tate Modern, dem Burgtheater in Wien oder in der Berliner Neuen Nationalgalerie stattfanden, inszenierte Kraftwerk sich als Kunstobjekt. Mit der Änderung der Plattform von der Konzertbühne ins Museum hat die Band erneut ihre Fähigkeit Trends zu setzen unter Beweis gestellt. Der 2019 veröffentlichte Titel Radio von Rammstein ist eine deutlich erkennbare Hommage an Radioaktivität. Auch das zugehörige Musikvideo enthält typische Kraftwerk-Motive wie vier hinter Keyboards stehende Musiker.
2021 wurden Kraftwerk aufgrund ihrer Bedeutung für die Rockmusik in die Kategorie „Frühe Einflüsse“ in die Rock and Roll Hall of Fame aufgenommen.

## Image

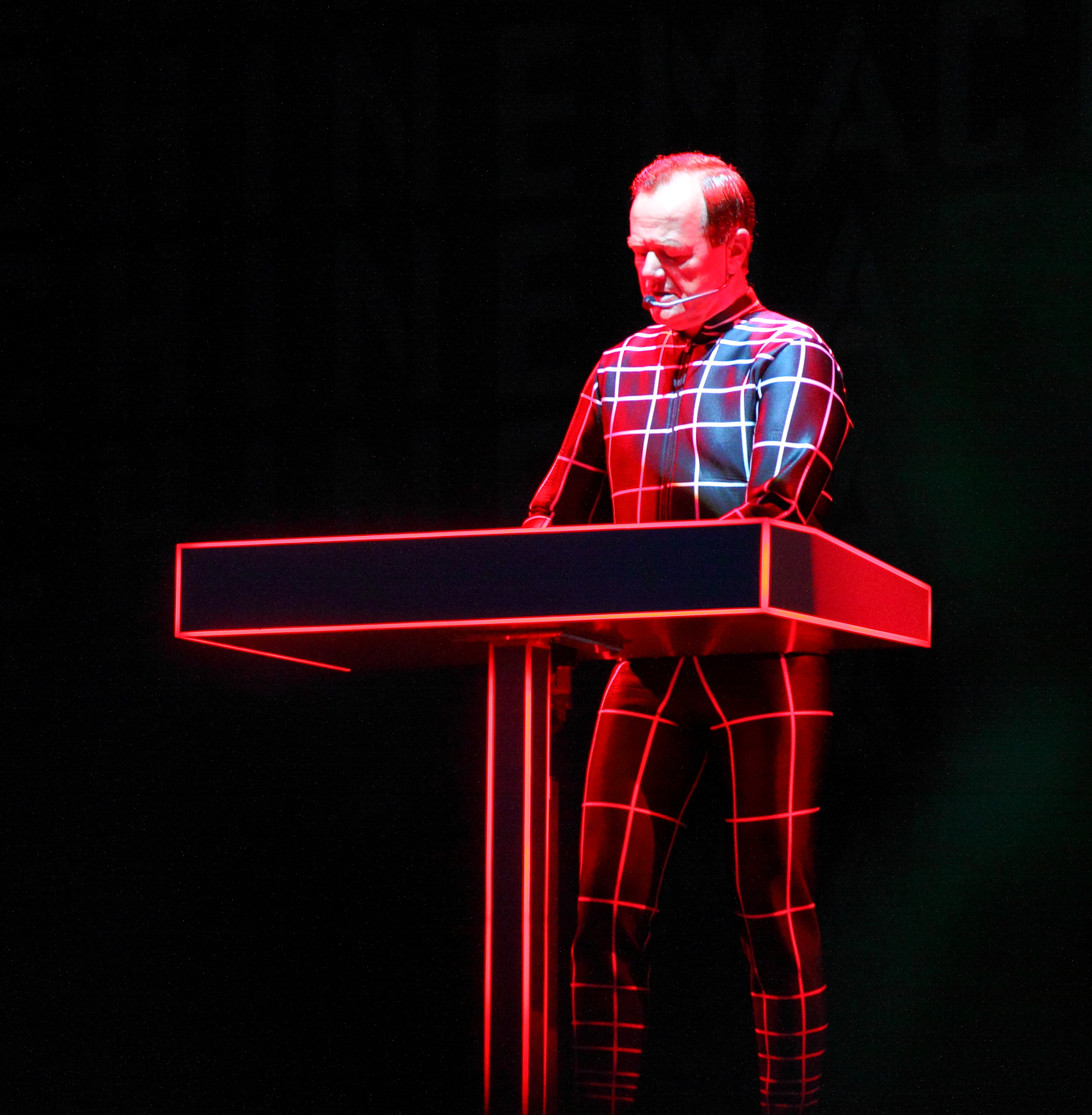
Ralf Hütter live bei einem Kraftwerkauftritt (Roskilde 2013)

Kraftwerk entwickelte mit der Zeit ein griffiges Image-Konzept, mit dem sie sich deutlich von anderen elektronisch orientierten Rock- und Popbands abgrenzten. Schon der Name deutet auf das Hauptthema ihrer Songs, die moderne Technik und ihre Beziehung zum Menschen, hin. Mit dem Albumtitel Die Mensch-Maschine lässt sich ihr Image am besten beschreiben. Dem Personen- und Starkult setzte Kraftwerk das Konzept der Entpersonalisierung entgegen.
Ralf Hütter beschreibt sich häufig als Musik-Arbeiter, die einzelnen Bandmitglieder treten hinter dem Bild der Gruppe als System, als Maschine, zurück. Als Ausdruck dieses Konzepts kann man die Gewohnheit der Gruppe ab der zweiten Hälfte der 1970er Jahre betrachten, Puppen und Roboter, die die Bandmitglieder darstellen, bei Presseauftritten anstatt der wirklichen Bandmitglieder fotografieren zu lassen. Auch bei Liveauftritten werden die echten Musiker zum Teil von den Bandrobotern ersetzt. Mit diesem „Mensch-Maschinen“-Image geht die Band gerne humorvoll um, was die diversen Fotos auf den Albumcovern und bestimmte phrasenhafte Aussagen der Bandmitglieder bei Interviews beweisen.
Ein weiterer wichtiger Faktor ist die Tatsache, dass sie sich schon von Anfang an eindeutig zu ihrer deutschen kulturellen Identität bekennen und ihre Songtitel im Gegensatz zu den meisten anderen Bands der 1960er und 1970er Jahre auf Deutsch formulieren. Später lockerten sie diesen Grundsatz allerdings etwas auf und veröffentlichten ihre Titel grundsätzlich in mehreren Sprachen. Auf Radio-Aktivität wurden einige Lieder zweisprachig gesungen, ab Trans Europa Express erschienen ihre Alben mit Ausnahme von Tour de France Soundtracks als deutsche und englische Version. Bei Live-Auftritten außerhalb des deutschsprachigen Raumes singen sie gelegentlich in der Sprache ihres Gastlandes, unter anderem bereits auf Japanisch, Französisch, Italienisch, Spanisch, Portugiesisch, Polnisch und Russisch.

## Zitat
“The living culture of Central Europe was cut in the ’30s, and all the intellectuals went to the U.S. or to France, or they were eliminated. We take back that culture of the '30s at the point where it was left, and this on a spiritual level […].”

„Die lebendige Kultur Mitteleuropas wurde in den dreißiger Jahren gekappt, und all die Intellektuellen gingen in die USA oder nach Frankreich, oder sie wurden eliminiert. Wir nehmen diese Kultur der dreißiger Jahre an dem Punkt auf, an dem sie verlassen wurde, und dies auf einer spirituellen Ebene.“

## Sonstiges
Seit 1999 klagen Ralf Hütter und weitere Kraftwerk-Mitglieder gegen Moses Pelham, der für das Stück Nur mir für Sabrina Setlur ein 2-sekündiges Sampling des Liedes Metall auf Metall ohne vorherige Zustimmung seitens Kraftwerk als Loop verwendet hatte. Siehe Rechtsstreit zwischen Moses Pelham und Kraftwerk.
Seit März 2015 klagt Kraftwerk gegen das deutsche Startup-Unternehmen Ezelleron, das eine Minibrennstoffzelle mit dem Zusatz „Kraftwerk“ herausgebracht hatte. Eine einstweilige Verfügung in Deutschland ist gescheitert, das Verfahren in den USA ist (mit Stand 2015) noch offen.

## Diskografie
Studioalben

| Jahr | Titel Musiklabel                                                                | Höchstplatzierung, Gesamtwochen/‑monate, AuszeichnungChartplatzierungen (Jahr, Titel, Musiklabel, Platzierungen, Wochen/Monate, Auszeichnungen, Anmerkungen) | Höchstplatzierung, Gesamtwochen/‑monate, AuszeichnungChartplatzierungen (Jahr, Titel, Musiklabel, Platzierungen, Wochen/Monate, Auszeichnungen, Anmerkungen) | Höchstplatzierung, Gesamtwochen/‑monate, AuszeichnungChartplatzierungen (Jahr, Titel, Musiklabel, Platzierungen, Wochen/Monate, Auszeichnungen, Anmerkungen) | Höchstplatzierung, Gesamtwochen/‑monate, AuszeichnungChartplatzierungen (Jahr, Titel, Musiklabel, Platzierungen, Wochen/Monate, Auszeichnungen, Anmerkungen) | Höchstplatzierung, Gesamtwochen/‑monate, AuszeichnungChartplatzierungen (Jahr, Titel, Musiklabel, Platzierungen, Wochen/Monate, Auszeichnungen, Anmerkungen) | Anmerkungen                                                |
| Jahr | Titel Musiklabel                                                                | DE | AT | CH | UK | US | Anmerkungen                                                |
| ---- | ------------------------------------------------------------------------------- | --- | --- | --- | --- | --- | ---------------------------------------------------------- |
| 1970 | Kraftwerk Philips Records (Phonogram)                                           | DE30 (5 Wo.)DE | — | — | — | — | Erstveröffentlichung: Juli 1970                            |
| 1972 | Kraftwerk 2 Philips Records (Phonogram)                                         | DE36 (2 Wo.)DE | — | — | — | — | Erstveröffentlichung: Januar 1972                          |
| 1973 | Ralf und Florian Philips Records (Phonogram)                                    | — | — | — | — | US160 (5 Wo.)US | Erstveröffentlichung: 30. Oktober 1973                     |
| 1974 | Autobahn Philips Records (Phonogram)                                            | DE7 (30 Wo.)DE | AT35 a (1 Wo.)AT | CH77 b (1 Wo.)CH | UK4 Silber · (22 Wo.)UK | US5 (22 Wo.)US | Erstveröffentlichung: 1. November 1974 Verkäufe: + 160.000 |
| 1975 | Radio-Aktivität Radio-Activity (englische Version) Kling Klang (EMI)            | DE22 (7 Wo.)DE | AT4 (3 Mt.)AT | — | — | US140 (8 Wo.)US | Erstveröffentlichung: Oktober 1975 Verkäufe: + 100.000     |
| 1977 | Trans Europa Express Trans-Europe Express (englische Version) Kling Klang (EMI) | DE32 (5 Wo.)DE | — | CH71 (1 Wo.)CH | UK49 Silber · (7 Wo.)UK | US119 (7 Wo.)US | Erstveröffentlichung: März 1977 Verkäufe: + 60.000         |
| 1978 | Die Mensch-Maschine The Man-Machine (englische Version) Kling Klang (EMI)       | DE12 (23 Wo.)DE | AT15 (3 Mt.)AT | CH61 (1 Wo.)CH | UK9 Gold · (13 Wo.)UK | US130 (9 Wo.)US | Erstveröffentlichung: 28. April 1978 Verkäufe: + 100.000   |
| 1981 | Computerwelt Computer World (englische Version) Kling Klang (EMI)               | DE7 (25 Wo.)DE | AT14 (2 Mt.)AT | — | UK15 Silber · (22 Wo.)UK | US72 (42 Wo.)US | Erstveröffentlichung: 10. Mai 1981 Verkäufe: + 60.000      |
| 1986 | Electric Café (auch bekannt als Techno Pop) Kling Klang (EMI)                   | DE23 (9 Wo.)DE | — | — | UK58 (2 Wo.)UK | US156 (14 Wo.)US | Erstveröffentlichung: 3. November 1986                     |
| 2003 | Tour de France Soundtracks Kling Klang (EMI)                                    | DE1 (8 Wo.)DE | AT29 (5 Wo.)AT | CH25 (5 Wo.)CH | UK21 Silber · (2 Wo.)UK | — | Erstveröffentlichung: 4. August 2003 Verkäufe: + 60.000    |

grau schraffiert: keine Chartdaten aus diesem Jahr verfügbar

## Dokumentationen
- Hannes Rossacher, Simon Witter: Kraftwerk – Pop Art. 57 Minuten, HD, 16:9, arte, 14. September 2013[50]
- Kraftwerk and the Electronic Revolution, Vereinigte Staaten, 2008, 180 Min. Dreistündige Doku, deren erste Stunde die westdeutsche Krautrockszene der 1960er und 1970er behandelt, die zweite Stunde die drei frühen Krautrock-Alben von Kraftwerk (Kraftwerk, Kraftwerk 2 und Ralf & Florian) und die dritte die Alben der Band ab Autobahn.